# Michèle Rubirola
Pour les articles homonymes, voir Rubirola.
Michèle Rubirola, née le 28 juillet 1956 à Marseille, est un médecin et une femme politique française.
Médecin de profession, membre d’Europe Écologie Les Verts, elle est conseillère départementale des Bouches-du-Rhône de 2015 à 2021. Aux élections municipales de 2020 à Marseille, elle est tête de liste du Printemps marseillais, une alliance de collectifs de citoyens, de partis et de mouvements de gauche. Élue maire de la ville le 4 juillet 2020, elle est la première femme à occuper cette fonction à Marseille. Elle démissionne cinq mois plus tard, devenant première adjointe.

## Situation personnelle

### Jeunesse et études
Petite-fille d'immigrés arrivés de Naples et de Catalogne, Michèle Rubirola naît à Marseille. Son père travaille à la Caisse primaire d'assurance maladie et sa mère à l'Union de recouvrement des cotisations de sécurité sociale et d'allocations familiales (Urssaf). Sa grand-mère paternelle, une Napolitaine, l'élève au Rouet, un quartier du 8e arrondissement de Marseille.
Sportive, elle intègre la première équipe mixte de football de l'Olympique de Marseille, qu'elle quitte « en raison de son trop jeune âge », et pratique le basket-ball.
En 1966, elle entre au lycée Montgrand, alors réservé aux jeunes filles, où elle obtient son baccalauréat en 1973. Elle quitte le foyer familial à 17 ans — l'âge de majorité est alors à 21 ans — pour vivre de manière indépendante. Elle suit des études de médecine au sein de la faculté des sciences médicales et paramédicales de Marseille de l'université d'Aix-Marseille.
Elle adhère dans les années 1970 aux combats des mouvements altermondialistes, écologistes, et antimilitaristes,. Féministe, elle milite pour la libéralisation de l'avortement et la contraception.
Elle est mère de deux filles et un garçon et son mari exerce des fonctions administratives dans un centre de soins.

### Carrière professionnelle
Michèle Rubirola devient médecin généraliste à la fin de ses études et exerce dans le 6e arrondissement de Marseille.
Elle est responsable d'un programme d'éducation thérapeutique pour des malades chroniques en situation de vulnérabilité sociale, au centre de prévention de l'Assurance maladie dans les quartiers nord. À partir du début des années 2000, elle travaille en tant que médecin à la Caisse primaire d'assurance maladie des Bouches-du-Rhône.
Devenue maire, elle supprime des réseaux sociaux un message de soutien à Luc Montagnier et Henri Joyeux dans leur campagne contre un projet de loi de la ministre de la Santé, Agnès Buzyn, prévoyant onze vaccinations obligatoires pour les enfants.

## Parcours politique

### Débuts
Militante écologiste, elle manifeste au site nucléaire de Creys-Malville et rejoint le parti Les Verts en 2002. Elle se présente sans succès aux élections législatives de 2007, sous cette étiquette, et de 2012, pour EÉLV, dans la 5e circonscription des Bouches-du-Rhône (qui recouvre plusieurs arrondissements de Marseille).
Élue conseillère du 2e secteur de Marseille lors des élections municipales de 2008, elle devient adjointe à la maire, Lisette Narducci (PS), chargée de la santé et de la jeunesse.
Lors des élections régionales de 2010 en Provence-Alpes-Côte d'Azur, elle figure en septième position sur la liste EÉLV dans les Bouches-du-Rhône. Candidate aux élections cantonales de 2011 dans le canton de Marseille-Le Camas, elle obtient 16,1 % des voix au premier tour.
Elle conduit la liste de Pape Diouf dans le 3e secteur de Marseille lors des élections municipales de 2014, qui obtient 5,2 % des suffrages exprimés.
Michèle Rubirola est membre de l'association « Habitat alternatif social », qui cherche des logements aux personnes exclues (handicapées, séropositives, atteintes de maladies mentales). Elle préside l'association « Europe Social Projet Recherche Innovation », qui travaille avec les personnes vivant dans la rue.

### Élection au conseil départemental
Elle est élue conseillère départementale EÉLV des Bouches-du-Rhône lors des élections de 2015 pour le canton de Marseille-1, en binôme avec Benoît Payan (PS). Elle siège dans l'opposition au sein du groupe socialiste écologiste. Durant son mandat, elle se prononce notamment contre la construction d'un parking sous le parc public du palais Longchamp et contre l'abattage d'arbres dans le département.
Après avoir annoncé sa candidature aux élections départementales de 2021, elle renonce finalement à se représenter, souhaitant « se préserver ».

### Mairie de Marseille

#### Élections municipales de 2020
Après plusieurs mois de discussions informelles et réunions publiques entre habitants et militants, un premier appel « S’unir ou subir » paraît le 16 mai 2019 à l’initiative de Mad Mars et de 21 collectifs de citoyens. S'ensuit en juillet 2019, l'appel à l'union de personnalités de gauche, élus et membres de la société civile, appel à l’union en vue des élections municipales de 2020 à Marseille en publiant une tribune qui se veut « l’acte de naissance d’un mouvement sans précédent à Marseille ». Le Printemps marseillais naît de cette initiative en octobre. Michèle Rubirola est suspendue en septembre 2019 par le bureau exécutif régional de son parti, pendant une durée maximale de six mois, pour avoir soutenu une liste concurrente de celle décidée par EÉLV, sous les seules couleurs du parti. Elle est candidate à la mairie de Marseille lors des élections municipales de 2020 sous la bannière Printemps marseillais. Cette liste d'union réunit des collectifs de citoyens et des partis politiques : des membres d'Europe Écologie Les Verts, du Parti socialiste, du Parti communiste français, de La France insoumise, de Génération.s, de la Gauche républicaine et socialiste, d'Ensemble !, de Nouvelle Donne, du Parti de gauche, de Place publique, du Parti radical de gauche et du Parti pirate. La liste EÉLV fusionne finalement avec celle du Printemps marseillais, et Michèle Rubirola est réintégrée dans son parti. Elle est tête de liste pour la mairie du 3e secteur (qui regroupe les 4e et 5e arrondissements de la ville).
Deux semaines avant le premier tour, le magazine Capital affirme que Michèle Rubirola a mené une partie de la campagne des municipales, en janvier, durant un arrêt maladie, ce qui est réglementé par le Code de la sécurité sociale. Michèle Rubirola assure quant à elle avoir demandé la suspension de son arrêt, des indemnités liées après sa désignation comme candidate à la mairie et avoir prévenu son employeur, ce que le journal conteste. Elle accuse aussi son adversaire, Martine Vassal, de récupérer les affirmations des articles de Capital dans un but stratégique. Trois jours avant le premier tour, Capital publie des vidéos de Michèle Rubirola en campagne sur la période d'arrêt maladie. Benoît Payan, colistier de Michèle Rubirola, répond que le mouvement du Printemps marseillais envisage de porter plainte pour faire cesser les accusations dont celle-ci est victime. Une plainte est déposée en mars 2020 pour « atteinte à la vie privée et violation du secret médical ».
Elle arrive en tête du premier tour dans le 3e secteur avec 37,4 % des voix. Les listes du Printemps marseillais, dont elle est la candidate à la mairie, arrive également en tête du premier tour à l'échelle de la ville le 15 mars avec 23,4 % des voix. Lors du second tour, elle arrive largement en tête, et le Printemps marseillais remporte plusieurs mairies de secteurs, dont celles tenues jusqu'alors par Sabine Bernasconi (1er secteur) et Yves Moraine, dont Martine Vassal est la deuxième adjointe (4e secteur). Le Printemps marseillais gagne ce deuxième tour en nombre de voix et de sièges, mais n'obtient qu'une majorité relative (42 sièges sur 101). Martine Vassal, fragilisée par sa défaite dans un secteur réputé facile pour LR, se retire le 2 juillet en faveur de Guy Teissier, doyen d’âge de la nouvelle assemblée et donc susceptible de l’emporter en cas d’égalité des voix, pour la désignation du futur maire par les conseillers municipaux élus le 28 juin.

#### Maire de Marseille
Après de longues négociations, Michèle Rubirola est élue maire de Marseille le 4 juillet 2020 : elle obtient 51 voix contre 41 à Guy Teissier, grâce au report des voix des élus de la liste menée par Samia Ghali et au ralliement de Lisette Narducci,. Elle devient ainsi la première femme maire de Marseille.
Dans la foulée, elle soutient Gaby Charroux à la présidence de la métropole d'Aix-Marseille-Provence. Cependant, le conseil de territoire de Marseille-Provence et la métropole restent à droite,. Peu après, elle se prononce pour une révision de la loi PLM, position soutenue par plusieurs parlementaires des Bouches-du-Rhône.
En début de mandat, sa municipalité annonce le recrutement de plus de trois cents éducateurs, agents ou puéricultrices, pour les écoles et les crèches, et augmente les dépenses d’investissement de 50 millions d’euros pour la rénovation des écoles (30 millions) et des logements indignes (20 millions).
En août 2020, Michèle Rubirola déplore un manque de concertation avec les élus de la part du gouvernement concernant la gestion de la pandémie de Covid-19. Elle anime une conférence de presse à l'IHU de Marseille en compagnie de Martine Vassal et du microbiologiste Didier Raoult afin de protester contre les mesures gouvernementales.
Elle figure en position non éligible sur la liste d’union de la gauche aux élections sénatoriales de 2020 dans les Bouches-du-Rhône.

#### Démission et première adjointe
Alors que des rumeurs, notamment alimentées par la place laissée par l'édile à son premier adjoint, ont laissé entendre quelques mois après son élection une possible démission, Michèle Rubirola, affaiblie par des problèmes de santé, annonce le 15 décembre 2020 sa démission de son mandat de maire. Sa démission est entérinée le jour même par le préfet des Bouches-du-Rhône. Son premier adjoint, Benoît Payan, lui succède le 21 décembre suivant, tandis qu'elle devient sa première adjointe. Elle reprend les délégations de celui-ci, étant chargée de l'action municipale pour une ville plus juste, plus verte et plus démocratique, de la santé publique, de la promotion de la santé, du sport santé, du conseil communal de santé et des affaires internationales.
En avril 2021, alors que les bars et restaurants sont fermés dans le contexte de la pandémie de Covid-19, le média en ligne Blast accuse Michèle Rubirola de participer à des dîners clandestins dans un restaurant marseillais, ce qu'elle dément,.
Elle soutient Éric Piolle pour la primaire présidentielle de l'écologie de 2021.

## Synthèse des résultats électoraux

### Élections législatives
| Année | Parti | Parti | Circonscription         | 1er tour | 1er tour | 1er tour | Issue  |
| Année | Parti | Parti | Circonscription         | Voix     | %        | Rang     | Issue  |
| ----- | ----- | ----- | ----------------------- | -------- | -------- | -------- | ------ |
| 2007  |       | LV    | 5e des Bouches-du-Rhône | 1 001    | 3,27     | 7e       | Battue |
| 2012  |       | EÉLV  | 5e des Bouches-du-Rhône | 1 368    | 3,42     | 5e       | Battue |

### Élections cantonales et départementales
| Année | Parti       | Parti | Canton             | Binôme                         | 1er tour | 1er tour | 1er tour | 2d tour | 2d tour | 2d tour | Issue  |
| Année | Parti       | Parti | Canton             | Binôme                         | Voix     | %        | Rang     | Voix    | %       | Rang    | Issue  |
| ----- | ----------- | ----- | ------------------ | ------------------------------ | -------- | -------- | -------- | ------- | ------- | ------- | ------ |
| 2011  |             | EÉLV  | Marseille-Le Camas | Scrutin majoritaire uninominal | 1 081    | 16,13    | 4e       |         |         |         | Battue |
| 2015  | Marseille-1 | EÉLV  | Benoît Payan (PS)  | 4 547                          | 26,93    | 1re      | 10 943   | 67,01   | 1re     | Élue    |        |

### Élections municipales
Les résultats ci-dessous concernent uniquement les élections où elle est tête de liste.
| Année | Parti              | Parti | Circonscription         | 1er tour | 1er tour | 1er tour | 2d tour | 2d tour | 2d tour  | Sièges obtenus | Sièges obtenus | Sièges obtenus |
| Année | Parti              | Parti | Circonscription         | Voix     | %        | Rang     | Voix    | %       | Rang     | CS             | CM             | CC             |
| ----- | ------------------ | ----- | ----------------------- | -------- | -------- | -------- | ------- | ------- | -------- | -------------- | -------------- | -------------- |
| 2014  |                    | DVG   | 3e secteur de Marseille | 1 552    | 5,15     | 5e       |         |         |          | 0 / 32         | 0 / 11         | 0 / 8          |
| 2020  |                    | UG    | 3e secteur de Marseille | 7 619    | 37,38    | 1re      | 12 540  | 56,99   | 1re      | 18 / 22        | 9 / 11         | 9 / 11         |
| 2020  | Ville de Marseille | UG    | 37 955                  | 23,44    | 1re      | 66 512   | 38,28   | 1re     | 83 / 202 | 42 / 101       | 42 / 102       |                |

## Décoration
- Chevalier de la Légion d'honneur (2025)[62].